# Belleville (Illinois)
Belleville je grad u američkoj saveznoj državi Ilinois. Prema popisu stanovništva iz 2010. u njemu je živjelo 44.478 stanovnika.